# Церква святих великомучеників і безсрібників Косми і Даміана (Ридодуби)
Церква святих великомучеників і безсрібників Косми і Даміана в Ридодубах — парафія і храм православної громади Чортківського деканату Тернопільсько-Теребовлянської єпархії Православної церкви України в селі Ридодубах Чортківського району Тернопільської области.

## Історія церкви
У центрі села, навпроти пам'ятника Тарасові Шевченку, розташована найстаріша споруда — церква Святих великомучеників і безсрібників Косми і Даміана. Перший дерев'яний храм, збудований у 1801 році, належав Українській Греко-Католицькій Церкві. Він прослужив громаді понад століття, а в 1923 році на його місці звели нову муровану церкву, яка також була в підпорядкуванні УГКЦ. Освятили її 4 серпня того ж року, на свято святої рівноапостольної Марії Магдалини.
У 1927 році Віктор Боровський створив і розписав іконостас, а в 1956 році місцевий художник Віктор Довбенько оновив старі ікони та написав нові, які збереглися до нашого часу.
У 1960 році, під час радянської влади, церкву закрили і перетворили на музей атеїзму. Однак у 1989 році, після послаблення режиму, храм повернули вірянам, але вже не греко-католицькій, а православній громаді. Біля церкви збудували дзвіницю, яка слугувала входом на подвір'я, а в 1992 році з'явилася капличка Матері Божої. Фігуру Богородиці для неї виготовив майстер Б. Дерій із сусідньої Сосулівки. Наприкінці 2009 року дзвіницю відреставрували, а в 2010-му — освятили.
У 2013 році парафію відвідав єпископ Тернопільський і Теребовлянський Павло. 15 грудня 2018 року храм і парафія приєдналися до ПЦУ.
Храмове свято відзначають двічі на рік: 4 серпня (Святої рівноапостольної Марії Магдалини) та 14 листопада (Святих безсрібників і чудотворців Косми та Даміана Асійських і матері їхньої преподобної Феодотії).

## Парохи
- о. Михайло Кракчук.